# Arquitectura escolar en Uruguay

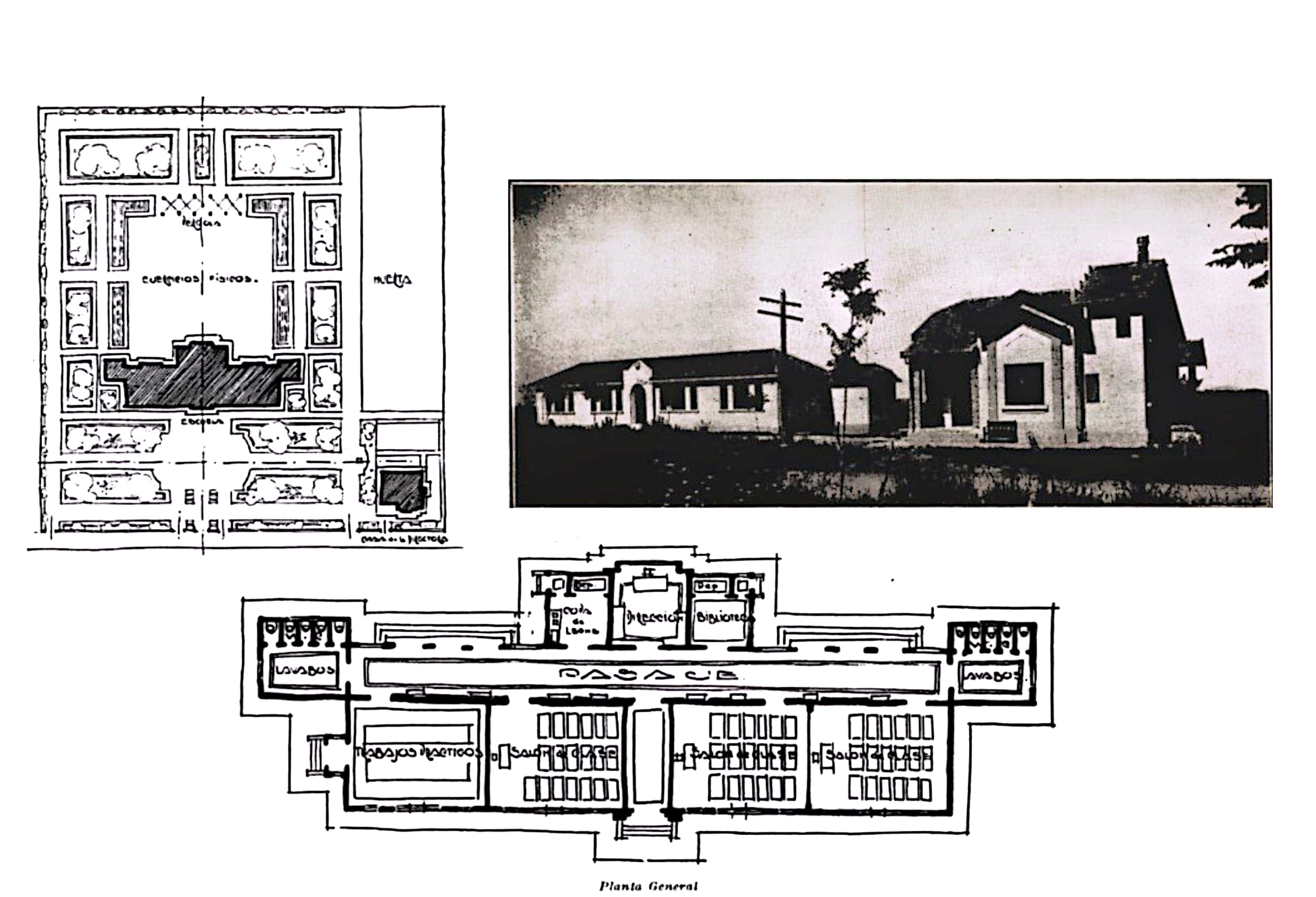
Planos e imagen de la escuela primaria N 129 de Toledo, compuesta por el edificio escolar y la casa de la directora.

La arquitectura escolar en Uruguay es una de las redes de infraestructura públicas más importantes del país, con 2.770 centros educativos distribuidos en el país, según datos de la ANEP de 2019.El establecimiento de edificios escolares desde finales del siglo XIX generó un aporte considerable al desarrollo de la arquitectura en Uruguay.

## Historia
El establecimiento de los edificios escolares en el Uruguay comienza hacia fines del siglo XIX, junto con la reforma vareliana impulsada por José Pedro Varela y Jacobo Varela.Hasta ese momento, no existía un sistema de enseñanza pública establecido como tal, y diferentes informes encargados por Varela y otras autoridades reseñan la falta de edificios públicos adecuados para las actividades escolares.
Hacia 1950-1960 se produce una renovación de la arquitectura escolar, impulsada por la colaboración entre Julio Castro y los arquitectos Hugo Rodríguez Juanotena y Gonzalo Rodríguez Orozco del Ministerio de Obras Públicas. Esta colaboración estuvo fuertemente influenciada por el libro de Castro El banco fijo y la mesa colectiva, donde Castro propone cambiar la relación espacial entre los educandos y el docente, para cambiar la experiencia pedagógica. Orozco y Juanotena tomaron estas concepciones de la escuela nueva defendida por Castro para renovar los edificios escolares.
En 1965 se crea un fondo especial para la creación de escuelas rurales a través del Plan Bicentenario de Artigas, un plan en conmemoración del nacimiento de José Artigas.El ingeniero Eladio Dieste realizó una serie de sugerencias para minimizar el traslado de materiales y permitir que las escuelas fueran construidas por los mismos habitantes de las localidades rurales, reduciendo la complejidad y los costos de los proyectos. Este plan redujo significativamente las condiciones de insalubridad de las edificaciones escolares rurales, que a menudo consistían simplemente en estructuras de barro y paja.

## Personajes relevantes
- José Scheps
- Julia Guarino
- Alfredo Jones Brown
- Juan Scasso